# Teye
Teye (uitgesproken als tie-je, geboren in 1957 als Teije Wijnterp) is een Friese (thans Amerikaanse) gitarist en gitaaronwerper. Teye bouwde gitaren voor Stones gitarist Mick Taylor, AC/DC en de Black Crowes en speelde samen met Het Goede Doel, Joe Ely en Bruce Springsteen. Hij is vooral bekend van zijn flamencogitaarwerk met Joe Ely tussen 1994 en 2000. Al voordat Teije zijn muzikale carrière beëindigde, was hij begonnen met het bouwen van exclusieve, handgemaakte gitaren. Teye werd een merknaam voor gitaren, maar nadat hij uit zijn bedrijf gestapt was noemt hij zich weer Teije.

## Biografie
Teye begon in 1968 met gitaarspelen en verhuisde naar Londen om een muzikale carrière na te streven, maar zonder succes. Hij keerde terug naar Nederland en speelde in een aantal rock-'n-rollbands, waarna hij klassiek gitaar studeerde aan het conservatorium in Groningen.
Begin jaren 80 werd hij in Andalusië geadopteerd door een zigeunergezin bij wie hij flamencomuziek leerde spelen. De daaropvolgende zes jaar bracht hij afwisselend door met studeren in Spanje en gecombineerd studeren en optreden in Nederland en de Verenigde Staten. Teye produceerde een album met solo-flamencogitaarmuziek El Gitano Punky (1988) en studeerde van 1990 tot 1994 moderne muziek aan het conservatorium in Rotterdam. Een bezoek aan Austin, Texas, bracht hem in contact met Joe Ely, die het geluid van de flamencogitaar van Teye integreerde in zijn countryrockband op zijn album uit 1995 Letter to Laredo. Teye verhuisde van Sevilla, waar hij een relatie had met flamencodanseres Belen Oliva Bermudez, naar Austin.
In 1996 in Austin trouwden Teye en Belen en begonnen een flamenco-ensemble: Teye & Viva El Flamenco, later Teye & Belen genoemd. Zij brachten in 1999 een cd uit, Viva el Flamenco en in 2004 "FlamencObsesionArte". In 1998 werkte hij opnieuw met Joe Ely aan het album Twistin' in the Wind.

## Teye-gitaren
Teye begon met het zelf bouwen van distortionpedalen en gitaarversterkers. Toen hij een zelfgebouwde gitaar aan Les Paul liet zien, noemde laatsrgenoemde Teye's prototype 'het dichtst bij de ideale gitaar die ik in mijn hoofd heb'. In 2004 vestigde Teye zich als bouwer van elektrische gitaren. Zijn liefde voor versierde gitaren komt voort uit zijn jarenlange fanschap van de Rolling Stones en de Small Faces, die speelden op gitaren van Tony Zemaitis, die twee gitaren voor Teye bouwde. Later werden Tony en hij vrienden. De modellen La India La Mora en La Perla van Teye kregen lof van tijdschriften over de hele wereld. Zijn Electric Gypsy La Llama werd door Guitar Player geprezen als een "oogverblindend staaltje gitaarkunst."  Een ongebruikelijke eigenschap op sommige van Teye's oudere gitaren is een "mood"-knop, die volgens een Guitar Player- recensent klonk als een mid-cut-regelaar (wat het niet is) en "exponentieel" het aantal beschikbare tonen vergrootte.  Later in 2015 introduceerde Teye een nog veelzijdiger circuit: de Mojo(TM). Spelers in de zomer van 2016 zijn onder meer Andy Summers van The Police; Cliff Williams van AC/DC; Zac Brown; Bibi McGill (Beyoncé, Pink); Ge Carlsberg en David Hollestelle (Wild Romance); Eric Saylors (The Steepwater Band); Ben Thomas (Adele, Sam Smith); Johnny Depp; Joan Jett en anderen.